# كفاف ظاهر

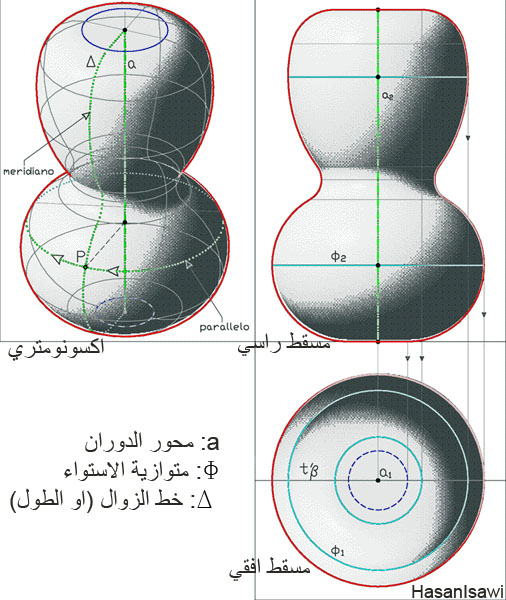
الكفاف الظاهر لسطح دوراني، في طريقة مونج وفي الاكسونومتري

في علم الهندسة الوصفية، الكفاف الظاهر لجسم ثلاثي الابعاد K هو إسقاط لمحيط K من مركز إسقاط نهائي مثل المنظور أو مركز لا نهائي مثل الاكسونومتري. 
هذا الإسقاط يبدو كخط مستمر الذي يتم الحصول علية كمجموعة نقاط تقاطع بين مستوى الإسقاط والخطوط المارة بمركز الإسقاط (projection lines) والملامسة للجسم K.
هذة الخطوط (تسمى خطوط الإسقاط) في الإسقاط المركزي (أو المخروطي) تتلاقى في نقطة النظر، أما في الإسقاط الموازي (أو الأسطواني) فتكون موازية لبعضها البعض.
على سبيل المثال: الكفاف الظاهر لكرة K في الإسقاط ألمنظوري، هو مقطع مخروطي يحصل علية كتقاطع بين مستوى الإسقاط مع مخروط دائري R الذي محورة يمر بنقطة النظر V (المتطابقة مع راس R) وبمركز K، الخط الراسم للمخروط R يمكن ان يكون أي خط ملامس K ومارر بV.

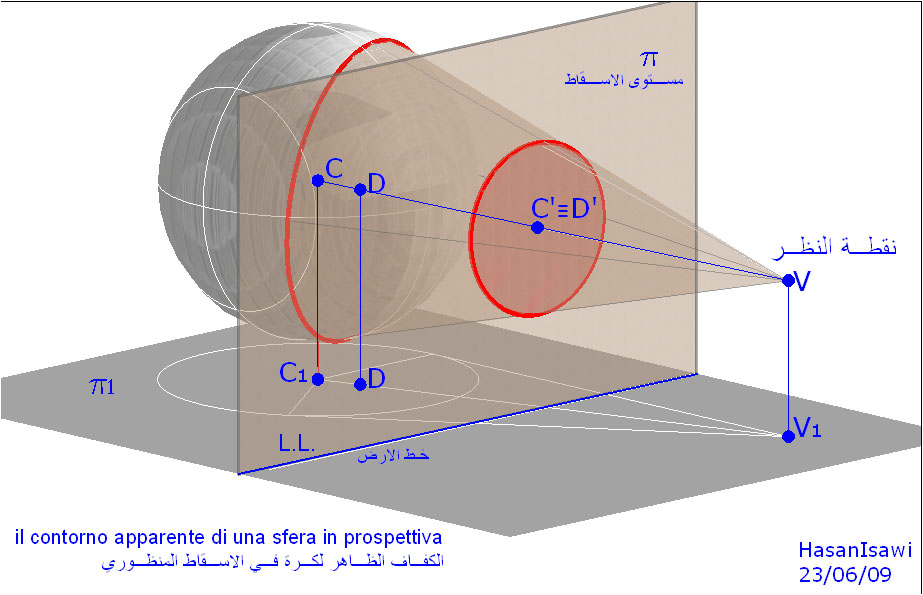
الكفاف الظاهر لكرة في الاسقاط المنظوري

الكفاف الظاهر لمخروط دائري قائم في الاكسنومتري الكافاليرا الافقية وفي الاسقاطات العمودية

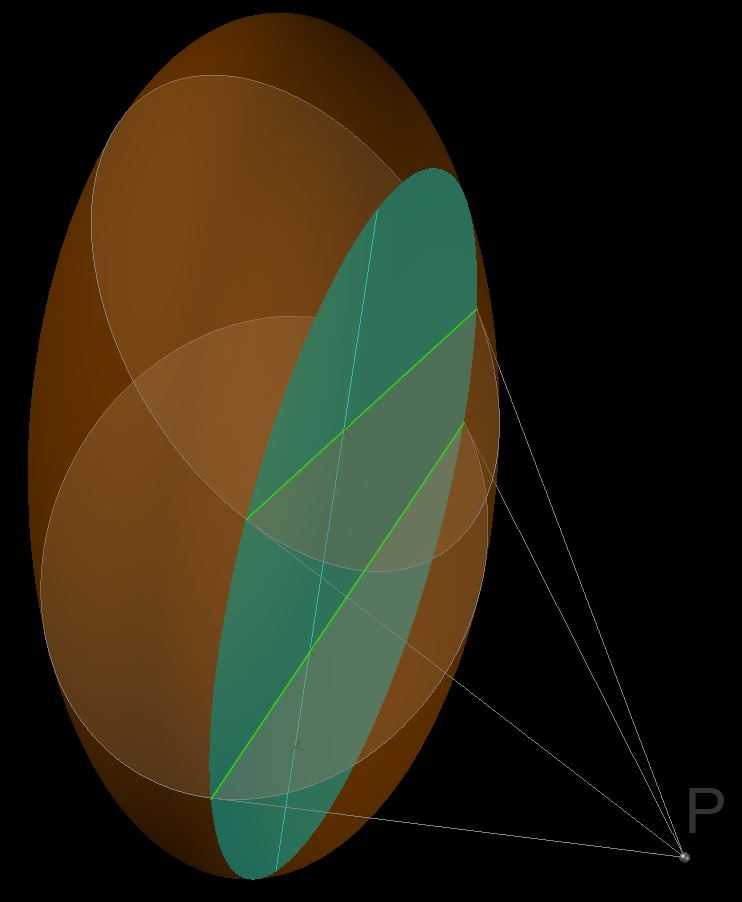
تنتمي المخروطية التي تمثل الكفاف الظاهر لسطح ثنائي k (كروي، اهليجي، مكافئ وزائدي) بالنسبة لنقطة P خارجية بالنسبة للسطح نفسه, إلى المستوى القطبي لامبدا ل P بالنسبة ل k. لتحديد تلك المخروطية، بشكل عام، يجب تحديد خطين ينتميان للمستوى لامبدا. وهما اثنين من الخطوط القطبية لمخروطيتين تم الحصول عليهما كمقاطع للسطح بمستويين يمران بالنقطة P.